# Kemenespálfa
Kemenespálfa là một thị trấn thuộc hạt Vas, Hungary. Thị trấn này có diện tích 13,72 km², dân số năm 2010 là 443 người, mật độ 32 người/km².